# Лоховское муниципальное образование (Иркутская область)
Лоховское муниципальное образование — сельское поселение в составе Черемховского района Иркутской области.
Административный центр — село Лохово.

## Населенные пункты
| Название | Тип населённого пукта |
| -------- | --------------------- |
| Лохово   | Село                  |
| Жмурова  | Деревня               |
| Нены     | Деревня               |
| Табук    | Деревня               |